# David Phillips (Fußballspieler)
David Owen Phillips (* 29. Juli 1963 in Wegberg, Deutschland) ist ein ehemaliger walisischer Fußballspieler. Seinen größten Erfolg feierte er als Spieler von Coventry City mit dem Gewinn des FA Cup 1986/87. Zwischen 1984 und 1996 bestritt er 62 Länderspiele für die walisische Nationalmannschaft.

## Spielerkarriere

### Plymouth Argyle und Manchester City
David Phillips begann seine Karriere beim englischen Drittligisten Plymouth Argyle, ehe er 1984 zu Manchester City wechselte. Mit seinem neuen Team erreichte Phillips (42 Ligaspiele/12 Tore) 1984/85 den Aufstieg in die erste Liga. In der Football League First Division 1985/86 sicherte sich der Aufsteiger als Tabellenfünfzehnter den Klassenerhalt.

### Coventry City und Norwich City
1986 unterschrieb er einen Vertrag beim Erstligakonkurrenten Coventry City und zog in der Folgesaison mit seinem Team ins Finale des FA Cup 1986/87 ein. Vor 98.000 Zuschauern in Wembley besiegte Coventry Tottenham Hotspur mit 3:2 nach Verlängerung. Am 31. Juli 1989 verpflichtete ihn Norwich City.  Nach Platzierungen im unteren Mittelfeld der Tabelle, sicherte sich Norwich mit Phillips (42 Ligaspiele/9 Treffer) in der ersten Spielzeit der neu eingeführten Premier League 1992/93 den dritten Rang. Nach Ablauf der Saison schloss sich David Philipps überraschend Nottingham Forest an, die im Vorjahr erstmals seit 1977 wieder in die zweite Liga abgestiegen waren.

### Nottingham Forest sowie letzte Stationen
In der Football League First Division 1993/94 sicherte sich Forest als Vizemeister die direkte Rückkehr in die erste Liga und beendete die anschließende Premier League 1994/95 überraschend als Tabellendritter. Aufgrund dieser Platzierung qualifizierte sich der Verein für den UEFA-Pokal 1995/96 und zog ins Viertelfinale des Wettbewerbs ein. Nach einer 1:2-Auswärtsniederlage im Hinspiel, verlor Forest das Rückspiel im heimischen City Ground mit 1:5 gegen den späteren Titelträger FC Bayern München und schied aus dem Wettbewerb aus. Nachdem er mit Nottingham 1996/97 in die zweite Liga abgestiegen war, wechselte er am 14. November 1997 zum Zweitligisten Huddersfield Town. Nach zwei weiteren Stationen bei Lincoln City und dem FC Stevenage beendet er 2001 seine Spielerkarriere.

### Walisische Nationalmannschaft
Am 2. Mai 1984 debütierte David Phillips in der walisischen Nationalmannschaft bei einem 1:0-Heimsieg über England. In der Qualifikation für die EM 1992 besiegte Wales am 5. Juni 1991 den amtierenden Weltmeister Deutschland mit 1:0, verpasste jedoch knapp die Teilnahme am Endturnier. Bis 1996 bestritt er insgesamt 62 Länderspiele (zwei Tore), konnte sich jedoch mit Wales für kein internationales Turnier qualifizieren.